# Hasegawa Tenkei

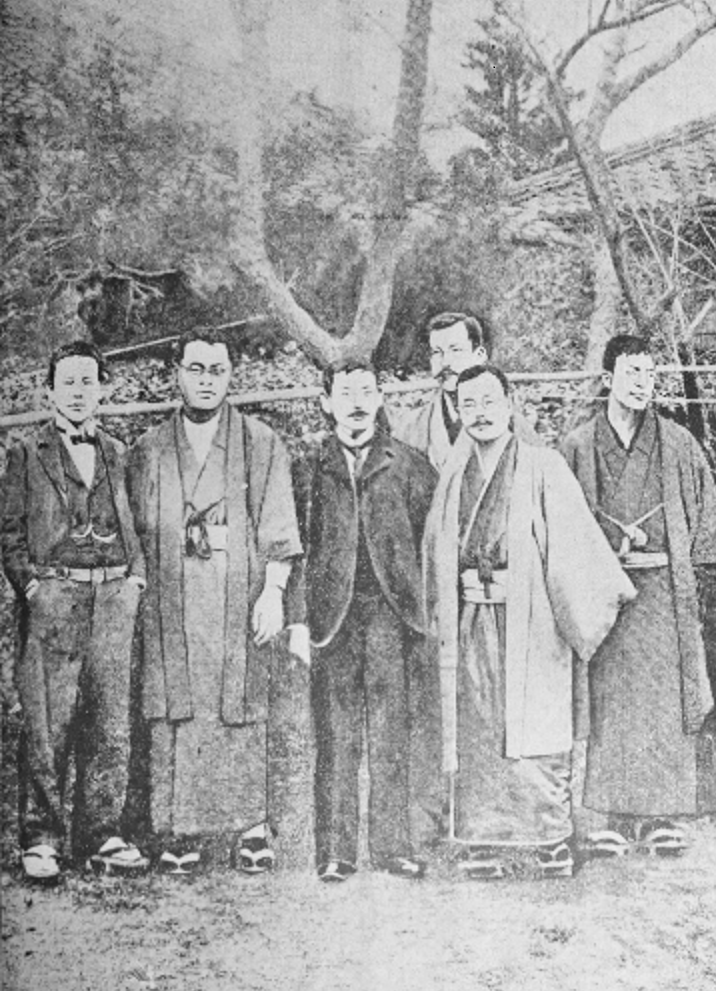
Hasegawa am linken Rand

Hasegawa Tenkei (japanisch 長谷川 天渓; geboren 26. November 1876 in Takahama, Kariwa (heute Kashiwazaki), Niigata; gestorben 30. August 1940) war ein japanischer Literaturkritiker und Übersetzer.

## Leben und Wirken
Hasegawa Tenkei machte seinen Studienabschluss an der „Tōkyō semmon gakkō“ (東京専門学校), der Vorläufereinrichtung der Waseda-Universität, im Fach Literaturwissenschaft. Er trat in den Verlag Hakubunkan (博文館) ein und beschäftigte sich mit der Herausgabe des Magazins „Taiyō“ (太陽) – „Die Sonne“. Daneben begann er Literaturkritiken zu schreiben. Er verfocht dabei die Idee, dass wissenschaftliche Methoden in der Literatur Einzug halten sollten. Er verfasste dazu „Genmetsu jidai no geijutsu“ (幻滅時代の芸術)(1906) – „Kunst in einer desillusionierten Zeit“ 1906. 1908 veröffentlichte er „Genjitsu bakuro no hiai“ (現実暴露の悲哀) „Das Leid der Realitätsentblößung“ (1908). So spielte er eine Rolle bei der Förderung des Naturalismus, der nach dem Russisch-Japanischen Krieg sich in Japan entwickelte.
Hasegawa ging von 1910 bis 2012 nach England. Nach seiner Rückkehr nach Japan wechselte er nach und nach von der Kritikertätigkeit zur Veröffentlichung betriebswirtschaftlicher Arbeiten. Dabei konzentrierte er sich gleichzeitig auf die Erforschung der modernen englischen Literatur und der Psychoanalyse.
Zu seinen Büchern gehören „Shizen shugi“ (自然主義) – „Naturalismus“ (1908) und „Bungei to shinri bunseki“ (文芸と心理分析) – „Literatur und psychologische Analyse“ (1930). Er übersetzte u. a. „Paul Carus: The religion of science“ (ポール・ケーラス: 科学的宗教). 1955 erschienen die gesammelten Kritiken als „Hasegawa tenkei bungei hyōron-shū“ (長谷川天溪文芸評論集) im Iwanami-Verlag.